# Ford 1941
El Ford 1941, va ser un vehicle fabricat per Ford Motor Company als Estats Units, a partir de l'any 1941.

## Història
El model de Ford 1937 que va ser fabricat fins a l'any 1940, deixa el seu lloc al Ford 1941, totalment diferent en el seu disseny, aquest nou model era molt més gran i amb línies estètiques molt bé assolides. Ford ho treu al mercat amb dos tipus de motors, el clàssic V-8 i els sis cilindres en línia. Va ser un vehicle més veloç que els creats amb anterioritat, la suspensió va ser millorada, el mateix que en el seu confort, fent de l'un cotxe més silenciós i suau, ja que es van introduir sistemes d'aïllament i ressorts en els seients per permetre-li major sumptuositat. Les línies eren envolupants i arrodonides.
La clau d'arrencada tenia un sistema de bloqueig amb el volant, per donar-li seguretat, a més de l'arrencada elèctrica tenia una palanca, que es podia utilitzar per afluixar les rosques de les rodes i per donar-li arrencada manual en cas que la bateria estigués morta, la mateixa s'introduïa en un petit forat situat en el front del vehicle, permetent acoblar al motor, aquest sistema manual d'arrencada tenia un desbloqueig de seguretat.

### Anys 1942 - 1946 - 1947 - 1948
La Ford Motor Company, deté la fabricació de vehicles per a la venda el 10 de febrer de 1942, per la implicació dels Estats Units en la Segona Guerra Mundial, no obstant això es van aconseguir a produir molts vehicles Ford 1942 fins al tancament de la fàbrica, per començar a produir articles per a les Forces Armades dels Estats Units.
Les camionetes van seguir fabricant-se fins al 3 de març d'aquest any 1942. El model havia sofert alguns canvis cosmètics, per exemple la graella que tenia la forma d'una màquina d'afaitar i es van millorar els sistemes de suspensió, fent-ho encara més suau que l'anterior model.
Ford va produir d'aquests vehicles per ser afectats al govern i a l'exèrcit, en temps de guerra, va ser el model de 1942, que es va fabricar fins a l'any 1945.
La producció civil es reprèn en el mes de juliol de 1945 i es llança un model millorat estèticament per atendre un públic desitjós pels automòbils, la qual cosa seria l'avançament del Ford 1946, incorporant un motor de major força i traient un model amb laterals fet en fusta.
L'any 1947 Ford treu un nou model millorant més l'estètica, incloent detalls de motllures i comencen a sortir amb llums d'estacionament, en incorporar dos petits fars per sota dels fars principals i apareixen els cobreix llandes. En la pel·lícula de 1984 Karate Kid, el Sr. Miyagi dona a Daniel Larusso un Ford 1947 Super DeLuxe convertible de color crema com a regal d'aniversari. El cotxe era en realitat un regal a Ralph Macchio del productor de la pel·lícula. Fins avui, Macchio encara és propietari del cotxe.
L'any 1948 va ser l'últim any per al vell estil de Ford, amb un model completament nou llançat cap a la meitat de l'any. El convertible de fusta acabaria aquest any amb tan sols 28 vehicles fabricats, (el Station Wagon de fusta seria reemplaçat amb l'acer per a la temporada de 1949).

## Galeria

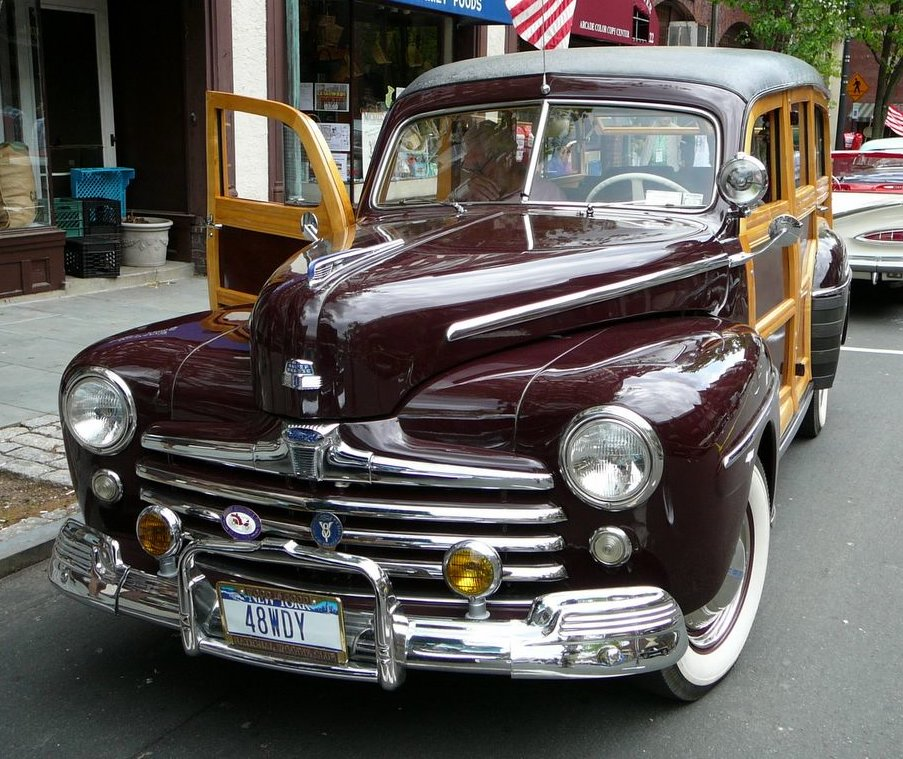
Ford 1948 Station Wagon
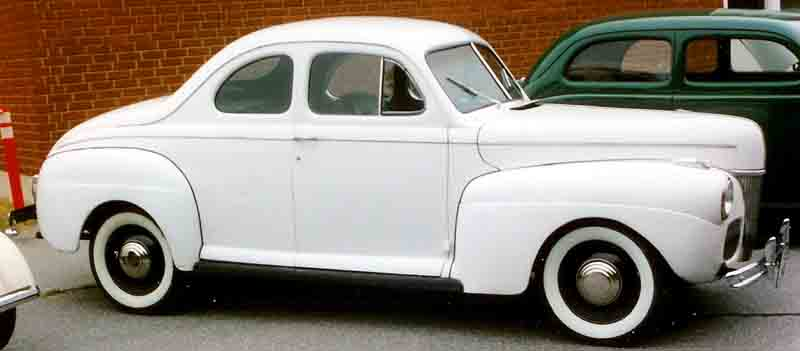
Ford 1941 Coupé
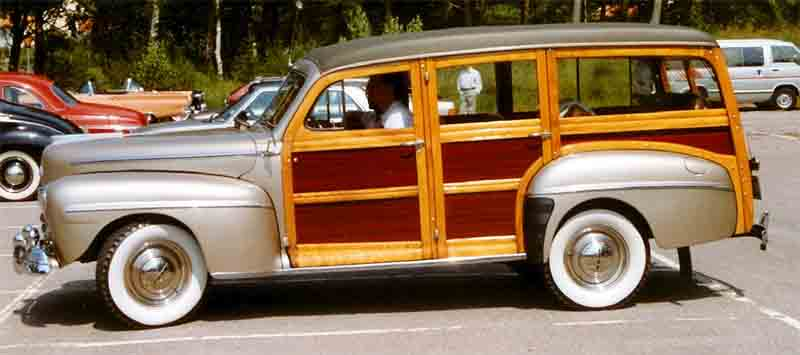
Ford 1947 V-8 Station Wagon
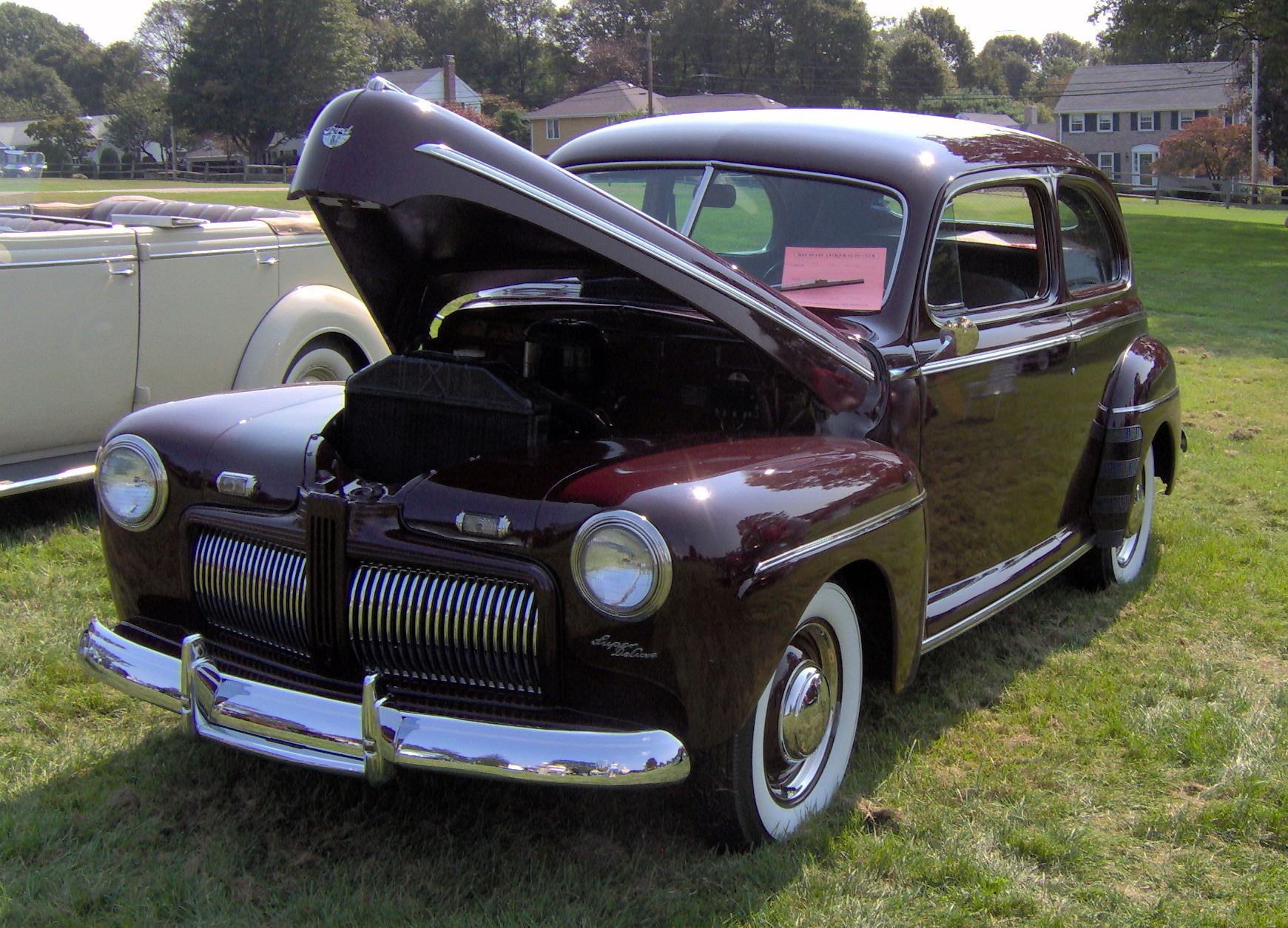
Ford 1942 Super Deluxe
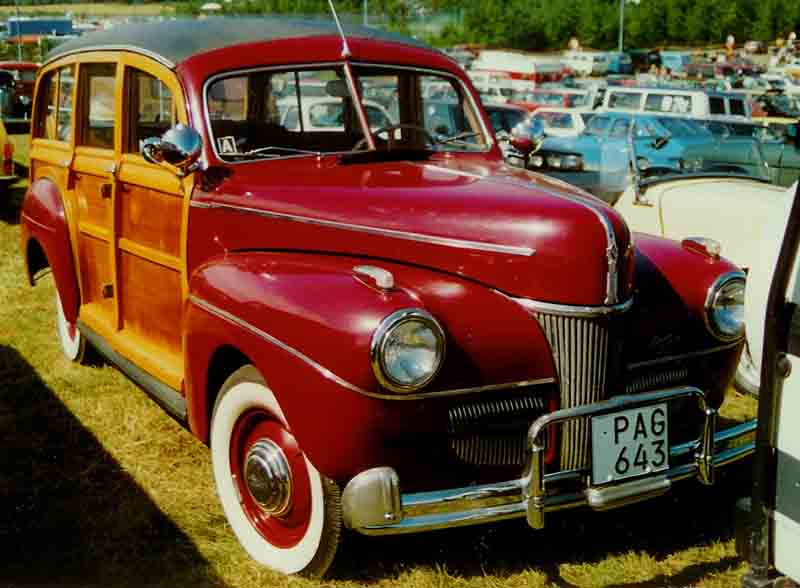
Ford 1941 Station Wagon
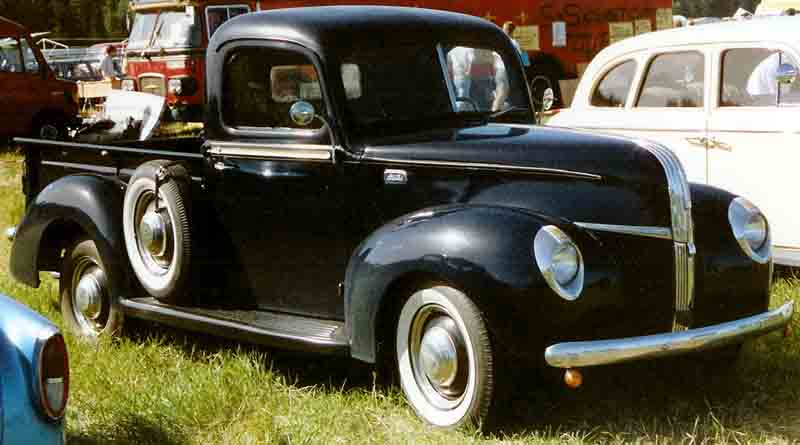
Ford 1941 Pickup
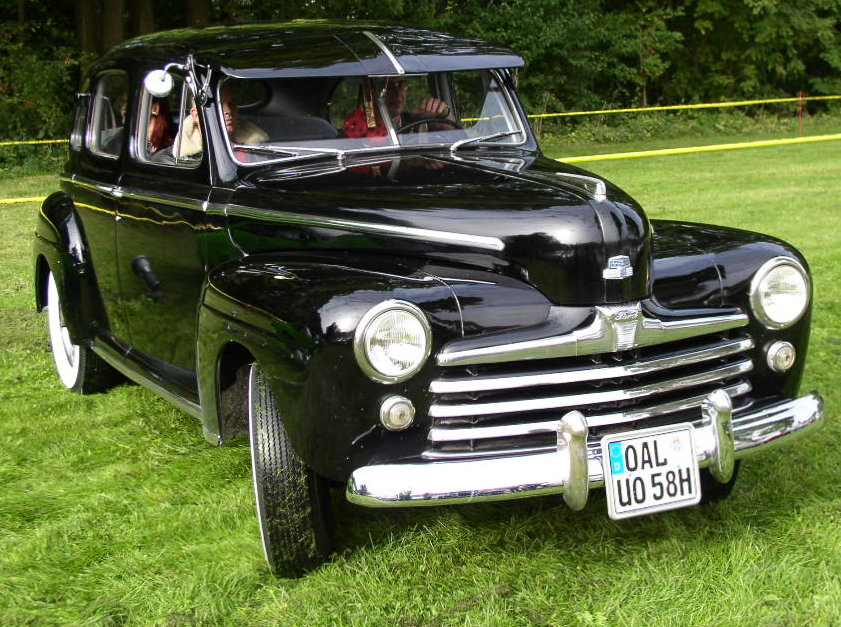
Ford 1947 Super Deluxe
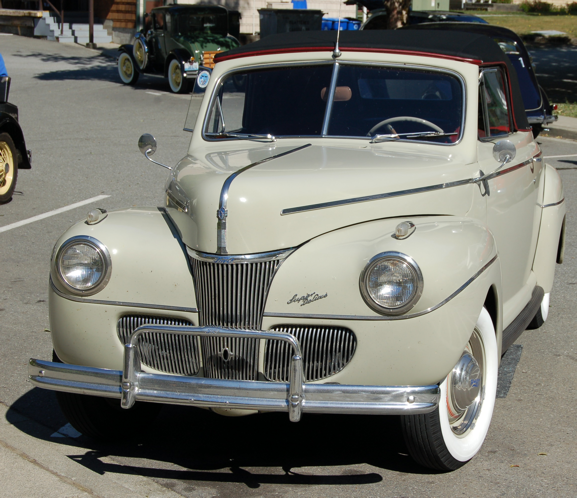
Ford 1941 Super Deluxe convertible